# 2 Brandenburska Dywizja Lotnictwa Szturmowego

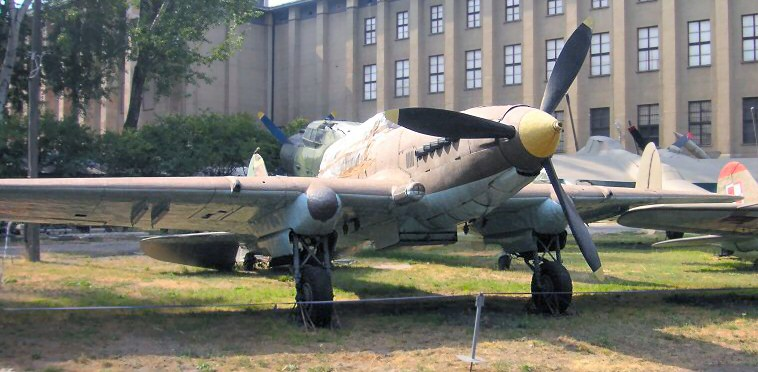
Ił-2 w Muzeum Wojska Polskiego

2 Brandenburska Dywizja Lotnictwa Szturmowego (2 DLSz) – związek taktyczny lotnictwa szturmowego ludowego Wojska Polskiego.

## Formowanie i zmiany organizacyjne
Dywizja została sformowana na podstawie rozkazu Naczelnego Dowództwa WP z 31 października 1944 jako związek taktyczny 1 Mieszanego Korpusu Lotniczego. Utworzono ją w rejonie Wołczańska na Ukrainie z przekazanych z Armii Radzieckiej trzech pułków lotniczych oraz brygady szkolno-treningowej.
Od chwili sformowania do marca 1945 dywizja prowadziła szkolenie bojowe. W kwietniu i maju wzięła udział w walkach w operacji berlińskiej wspierając z powietrza działania 1 Armii WP. Ogółem wykonała 300 lotów bojowych. Po zakończeniu działań wojennych dywizję przebazowano do kraju na lotnisko w Łodzi. 
W 1946 roku dywizję rozformowano pozostawiając 6 pułk lotnictwa szturmowego. Za udział w wojnie odznaczona Krzyżem Srebrnym Orderu Virtuti Militari. Za udział w wojnie została odznaczona Krzyżem Grunwaldu III klasy

## Skład dywizji
- Dowództwo 2 Dywizji Lotnictwa Szturmowego
- 6 pułk lotnictwa szturmowego
- 7 pułk lotnictwa szturmowego
- 8 pułk lotnictwa szturmowego
- 41 kompania łączności
- klucz dowództwa dywizji

Etatowo dywizja liczyła 841 żołnierzy

## Uzbrojenie
Dywizja posiadała 106 samolotów, w tym:
- 96 samolotów szturmowych Ił-2
- 1 samolot myśliwski Jak-1
- 3 samoloty szkolno-bojowe UIł-2
- 5 samolotów łącznikowych Po-2

## Dowództwo dywizji w 1944
- dowódca dywizji – płk Szałwa Dżemaszwili (ros. Шалва Алексеевич Дзамашвили[b])
- szef sztabu – ppłk Michał Mierżelikin